# Crkva sv. Jurja u Morančanima
Crkva sv. Jurja je rimokatolička župna crkva u Morančanima. Posvećena je sv. Jurju.

## Povijest
Morančani su jedna od najstarijih župa u Tuzlanskom dekanatu. Službeno je utemeljena 1857./58. godine odvajanjem pojedinih naselja od Tuzle. Svoje matice župa ima od osamostaljenja. Stara je župna crkva bila izgrađena 1870. godine. Zbog trošnosti i jako lošeg stanja 1909. je bila zatvorena. Uskoro se krenulo s izgradnjom nove, današnje crkve. Današnja crkva sagrađena je 1913. godine. Do danas nekoliko puta obnavljana. Drugi župni stan izgrađen je 1968. i 1969. godine. Danas župom upravlja dijecezanski (biskupski) svećenik.
Danas morančanskoj župi pripadaju naselja Breze, Ljubače, Morančani i Poljana koja ima filijalnu crkvu.